# Union von Grodno

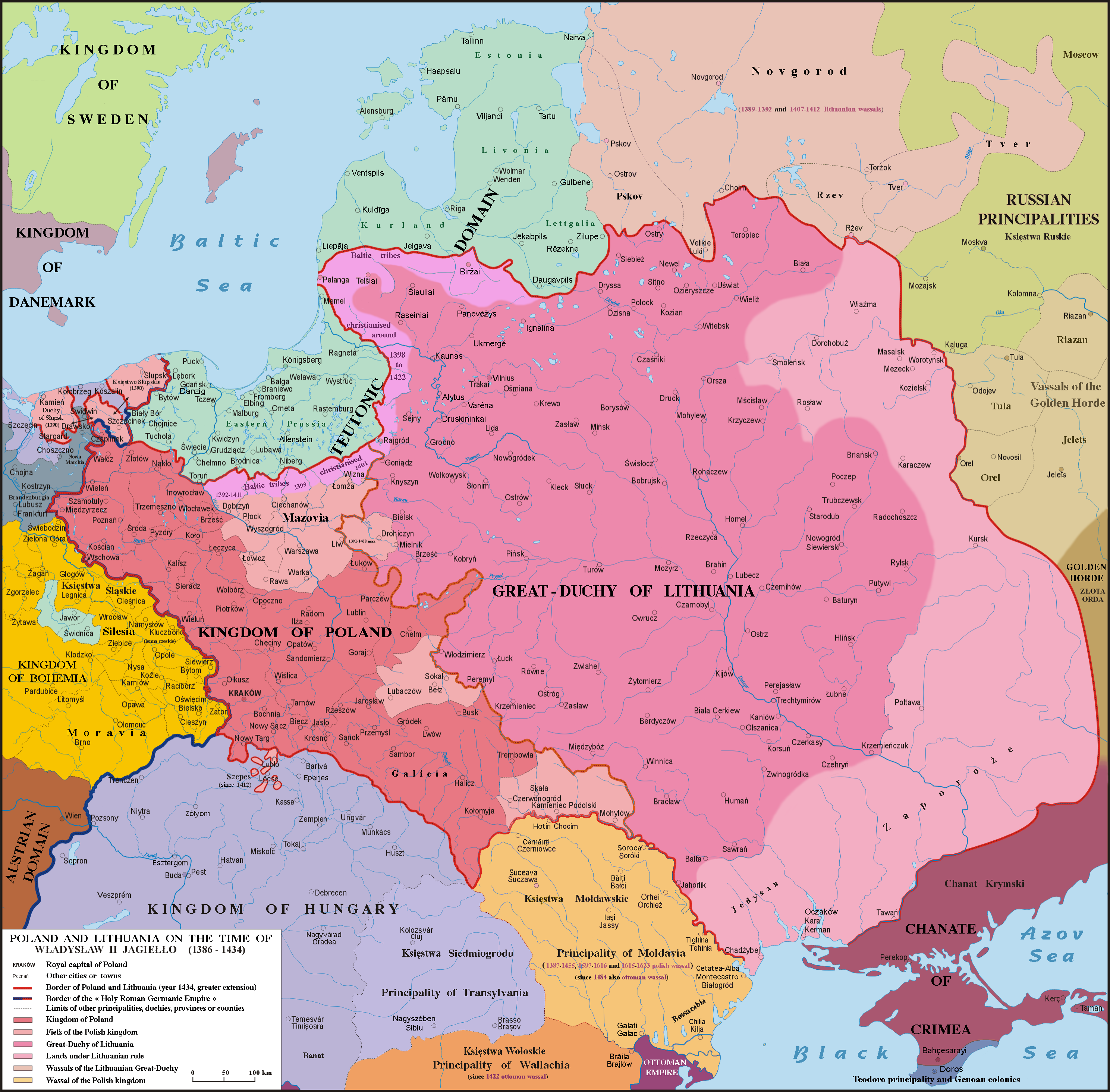
Polen und Litauen 1386–1434

Als Union von Grodno wird die 1432 vereinbarte Personalunion zwischen dem Königreich Polen und dem Großfürstentum Litauen bezeichnet. Die Burg Grodno befand sich auf historischem litauischem Territorium, das heutzutage in Belarus liegt und Hrodna (belarussisch Гродна) heißt. Der Union von Grodno gingen mehrere vorherige Personalunionen zwischen den beiden Staaten voraus, es auch folgten noch andere Formulierungen der Polnisch-Litauischen Unionen.

## Hintergrund
Die erst Union von Krewo entstand durch die Heirat des litauischen Großfürsten Jogaila mit der minderjährigen polnischen Königin Hedwig, in deren Folge Jogaila als Władysław II. Jagiełło 1385 den polnischen Thron bestieg. Władysław II. Jagiełło erneute und verengte die Union 1401 in der Union von Vilnius und Radom und 1413 in der Union von Horodło. Władysław II. Jagiełło blieb bis ins hohe Alter ohne legitimen Thronfolger, erst seine vierte Ehefrau gebar ihm in den 1420er Jahren drei Söhne, von denen zwei das Kindesalter überlebten. Kurz vor seinem Tod wollte Władysław II. Jagiełło die Thronfolge und die Union zwischen Polen und Litauen neu regeln.

## Union
Das Dokument wurde von Kardinal Zbigniew Oleśnicki entworfen und enthielt folgende Punkte:
- Władysław II. Jagiełło unterstrich nochmal seine Vormachtstellung in Litauen. Sigismund Kęstutaitis blieb sein Vasall und nach dessen Tod sollte Litauen wieder unmittelbar an Władysław II. Jagiełło oder seine Söhne fallen.
- die zukünftigen Großfürsten von Litauen sollten gemeinsam vom polnischen und litauischen Adel bestimmt werden.
- Podolien sollte wieder ganz zum Königreich Polen gehören.
- Wolhynien sollte wieder größtenteils polnisches Lehen werden, der kleinere Teil wollte unmittelbar zum Königreich Polen kommen.
- der ruthenische Adel sollte in den polnischen Adel mit gleichen Rechten und Wappengemeinschaften aufgenommen werden. Ein entsprechendes Privileg verabschiedete Władysław II. Jagiełło noch im selben Jahr in Lemberg und Sigismund Kęstutaitis 1343 in Trakai.

## Folgen
Władysław II. Jagiełło verstarb 1434 und Sigismund Kęstutaitis 1440. Auf die Throne in Polen (Władysław III.) und Litauen (Kasimir IV. Andreas) folgten die Söhne Władysław II. Jagiełło, so dass die Personalunion in den Jahren 1440–1447 unterbrochen war. 1447 wurde mit der Wahl des litauischen Großfürsten Kasimir IV. Andreas auf den polnischen Königsthron wieder erneuert. Eine erneute Überarbeitung des Vertragstextes erfolgte 1499 in der Union von Krakau und Vilnius.